# Lamprolabus trapezicollis
Lamprolabus trapezicollis es una especie de coleóptero de la familia Attelabidae.

## Distribución geográfica
Habita en Laos, Birmania y Tailandia.